# Atelomycteridae
Atelomycteridae – rodzina drapieżnych chrzęstnoszkieletowych z rzędu żarłaczokształtnych (Carcharhiniformes).

## Systematyka
We wcześniejszych ujęciach rodzaje z tej rodziny umieszczane były w Scyliorhinidae, jednak tak zdefiniowana rodzina Scyliorhinidae była taksonem parafiletycznym, dlatego, aby zachować monofiletyczność, w 2022 roku na podstawie analiz filogenetycznych przywrócono opisaną w 1936 roku przez amerykańską zoolożkę Edith Grace White rodzinę Atelomycteridae; w takim ujęciu systematycznym do rodziny zaliczają się następujące rodzaje:
- Atelomycterus Garman, 1913
- Aulohalaelurus Fowler, 1334
- Schroederichthys Springer, 1966